# 트리아리이

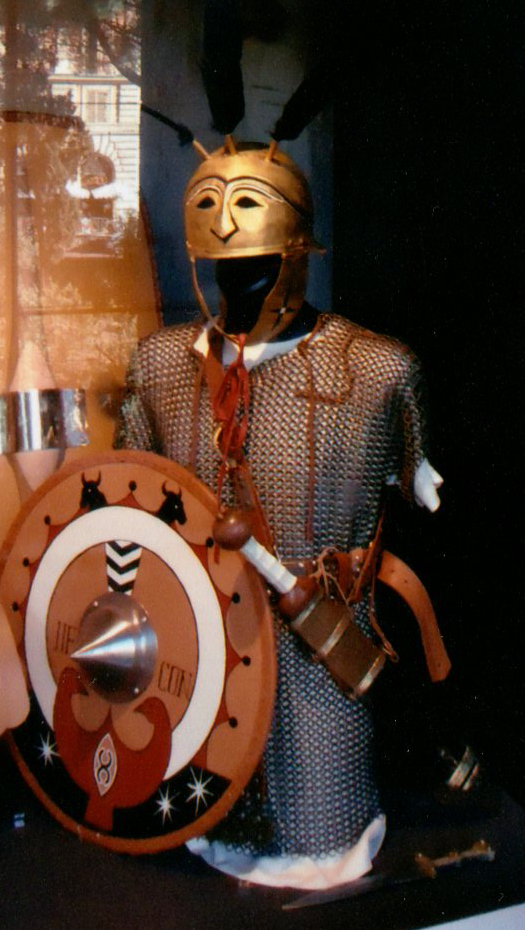
이탈리아 로마의 플라비우스 원형극장에 전시된 트리아리우스의 쇠사슬 갑옷과 글라디우스, 방패의 레플리카

트리아리이 (Triarii, 단수형: 트리아리우스 (Triarius))는 초기 로마 공화정의 마니풀루스 군단 (기원전 509년 – 기원전 107년)에 속하는 군사 중 하나이다. 이들은 연장자였고 로마군에서 가장 부유한 편에 속했기에 고품질의 장비를 갖출 여유가 있었다. 중무장 금속 갑옷을 입었고 커다란 방패를 들고 다녔으며, 주 위치는 세번째 전열이다. 이들은 창으로 무장을 했고 군단내에서 엘리트 병사들이라고 여겨졌다.
카밀루스 시대 동안에 트리아리이는 경보병들의 지원을 받아 옅은 팔랑크스 대형으로 싸웠다. 대부분의 전투에서 이들은 사용되지 않았는데 경보병들이 트리아리이들이 전투에 나서기 전에 적들을 패배시켰기 때문이였다. 전투에서 결정적인 용도로 사용되었고, 옛 로마의 격언 중: '트리아리이들까지 내려온다' (res ad triarios venit)라는 말이 있는데 뼈아픈 결과가 발생한다라는 뜻이다.

## 역사와 사용
팻 소던에 의하면, 프린키페스는 마르쿠스 푸리우스 카밀루스에 의한 군제개혁이 일어난 에트루리아 왕들의 통치 시기의 군대의 옛 제1계층의 잔여물에서 발생했다고 한다. 제1계층들은 군단내에서 가장 부유한 자들로 이뤄졌고, 그리스의 호플리테스들처럼 창, 가슴보호대, 넓은 방패를 장비했다. 그들은 초창기 로마 군대에서 중보병 역할을 했고, 매우 거대한 팔랑크스 진형에서 최전방에 섰다. 그 뒤 삼니움인들과 교전, 갈리아인들의 출연이 로마인들에게 유연성의 중요성과 이탈리아 중부의 거칠고 언덕이 많은 지형에서 팔랑크스의 부적절함을 가르쳐주었다.

### 카밀루스 시대
기원전 4세기에 로마의 군사 체계는 에트루리아인들이 여전히 사용하던 유산을 물려받았다. 이것에 대한 효율성은 의심스러웠고, 로마의 다수의 토착 상대들과 맞서면서 증명이 되었다. 기원전 390년에 갈리아가 에트루리아를 침략하자, 에트루리아의 거주민들은 로마에 도움을 요청했다. 갈리아 침략자들을 몰아내기 위해 보내진 소규모의 로마 파견군은 로마에 대한 대규모 침략을 유발했다. 로마군 전체가 알리아 전투에서 궤멸적인 패배를 당하며 전멸당했다.
이 패배는 마르쿠스 푸리우스 카밀루스에 의한 군사 개혁을 자극시켰다. 새로운 체계 하에서 로마인들은 재산을 기준으로 한 계층으로 분류되었는데, 트리아리이들은 말을 탄 에퀴테스 다음으로 부유한 자들이였다. 이들은 약 2m 길이의 창 또는 하스타이로 무장했다. 또한 창이 부러지거나 적이 너무 가깝게 접근을 할 경우를 대비해 검 또는 84cm 길이의 글라디이도 휴대했다.
그들은 보통 넓은 원형의 그리스식 방패인 클리페이를 가지고를 다니며 호플리테스처럼 교전했으며, 신장을 높이기 위해 끝에 얼마간에 깃털들을 고정시킨 청동 투구를 썼다. 무거운 판금 갑옷이 또한 인기가 있었던 사슬갑옷과 같이 선호되었다. 많은 이들이 교전시에 행운을 가져다준다 믿어, 그들의 방패에 조상들의 초상을 그리거나 세겨넣었다.
카밀루스 체계의 군단에서 900명의 트리아리이들은 하나당 60명으로 이뤄진 부대 단위인 15개의 마니풀루스를 형성했다. 트리아리이들은 첫번째 전열의 하스타티와 두번째 전열의 프린키페스의 후방이자 로라리이와 아켄시의 앞쪽에 섰다. 회전에서 재블린으로 무장한 경보병인 레베스가 군단의 앞에 대열을 이루어 창병들인 하스타티의 진군을 그들의 재블린을 던져 적들을 괴롭히며 엄호했다.
하스타티들이 교전중에 적을 무너트리는데 실패하면, 그들은 물러나 중무장을 하고 경험이 많은 프린키페스들에게 맡긴다. 프린키페스가 적을 무너트리지 못 한다면, 그들은 차례에 따라 적들과 싸울 트리아리이의 뒤로 물러났다—이런 이유로 rem ad Triarios redisse, "트리아리이까지 온다"라는 표현은—절망적인 행위에 대한 징조를 의미한다. 기병인 에퀴테스들은 측면 방위 용도와 후퇴하는 적군을 추적하는데 사용됐다. 가난한 이들로 이뤄진 예비 병력 로라리이와 돌팔매로 무장한 가장 믿음직스럽지 못한 아켄시는 머릿 수를 늘리고 흔들리는 전열을 강화등의 보조적인 역할에 사용됐다.

### 폴리비우스 체계

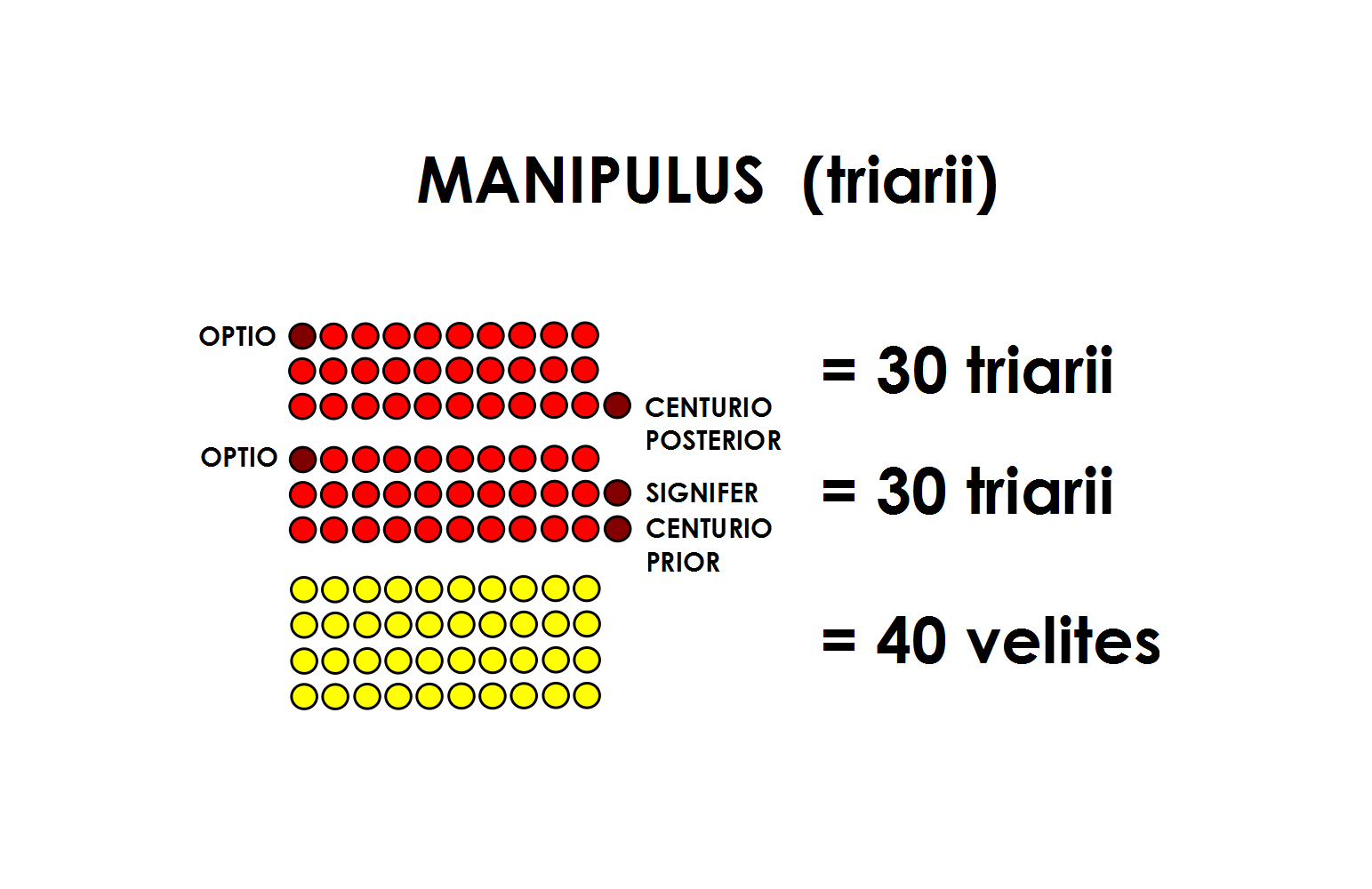

기원전 3세기 말의 제2차 포에니 전쟁 때, 카밀루스 체계는 카르타고 같은 적들과 싸우면서 비효율성이 증명되었다. 한번의 계획적 개혁과 반대되는 일련의 조금더 "유기적인" 변화 이후, 새로운 체계가 점진적으로 이뤄졌다. 보병들은 재산보다는 나이와 경험에 따라 계층이 분류되었고, 트리아리이들은 가장 경험이 풍부한 이들로 이뤄졌다. 그들의 장비와 역할은 이전의 원형 방패 클리페우스 보다 뛰어난 방어도를 제공한 넓은 사각형의 방패 스쿠타를 들고다니는것을 제외하면 이전의 체계에서 존재했던 것과 매우 유사했다.
트리아리이의 수는 군단 당 600명으로 감소하였고, 마니풀루스당 60명이 이뤄진 10개로 형성됐다. 트리아리이들은 여전히 전방 전열의 하스타티와 두번째 전열의 프린키페스 뒤에 위치한 세번째 전열을 이루었지만 로라리이와 아켄시는 사라졌다. 레베스는 비슷한 역할을 수행하며 프린키페스와 트리아리이에 배치된 벨리테스로 대체되었다.
회전은 비슷한 방식으로 이뤄졌다. 벨리테스가 앞쪽에 모여 하스타티의 전진을 지원하기 위해 재블린을 던졌다. 하스타티가 적을 무너트리는데 실패하면, 이들은 그들과 마찬가지로 검으로 재무장한 프린키페스에게 물러났다. 프린키페스가 적들을 무너트리는데 실패하면, 이들은 그때 적들과 교전하는 트리아리이의 배후로 물러난다.
이 교전 순서는 바스그라데스 전투, 자마 전투 같은 특이한 일부 경우를 제외하면 거의 대부분은 이뤄졌다. 바스그라데스 전투에서 로마의 장군 스키피오는 평범한 방식으로 그의 병사들을 구성했지만, 하스타티가 적들과 교전을 시작하자, 프린키페스와 트리아리이들을 적 카르카고군에 보내 측면 병력으로 사용했다.
자마 전투에선 스키피오는 그의 병력들을 서로 사이가 넓은 틈을 가진 열로 배열시켰다. 카르타고 전투코끼리들을 이 틈으로 끌어들여 로마군에 많은 사상자를 입히지 못 하고 벨리테스에게 많은 이들이 사망했다. 살아남은 코끼리들이 달아나자, 스키피오는 카르타고 보병대와 교전에 대비하여 가운데에 프린키페스와 트리아리이로 된 긴 전열과 측면에는 하스타티를 배치하였다.

### 마리우스 군제개혁
기원전 107년 가이우스 마리우스의 공식적인 군사 개혁으로, 아프리카의 유구르타와 북방의 게르만 부족들과 맞선 전쟁에서의 인력 부족에 대처하여, 다른 계층의 부대는 완전히 해체되었다. 재산과 나이 요구사항들은 폐지되었다. 대신에 병사들은 도시에서 활동하기 보다는 직업 군인으로서 군단에 입대하는 것으로 정해졌고, 같은 상태로 구입된 장비를 갖춘 중보병으로서 모두 무장되었다. 지방의 비정규 병력 보조군들은 궁병, 척후병, 기병 등의 다른 역할을 수행했다. 살루스티우스는 그의 유구르타 전쟁에서 로마군 또는 동맹군의 정규 중보병들이 가벼운 장비를 갖추고 경보병들 같이 싸웠다는 예시를 묘사하기도 했다. 이것은 아마도 일반적인 행위였다.

## 같이 보기
- 로마 군사 유형